# Beinn Tarsuinn (Highland)
Beinn Tarsuinn är ett berg i Storbritannien.   Det ligger i kommunen Highland och riksdelen Skottland, i den norra delen av landet, 800 km nordväst om huvudstaden London. Toppen på Beinn Tarsuinn är 937 meter över havet, eller 235 meter över den omgivande terrängen. Bredden vid basen är 1,7 km. Beinn Tarsuinn ligger vid sjön Lochan Fada.
Terrängen runt Beinn Tarsuinn är huvudsakligen kuperad.Runt Beinn Tarsuinn är det mycket glesbefolkat, med 2 invånare per kvadratkilometer. Närmaste större samhälle är Poolewe, 19,9 km väster om Beinn Tarsuinn. Omgivningarna runt Beinn Tarsuinn är i huvudsak ett öppet busklandskap.